# Peptidmimetika

Strukturanalogie zwischen einem Peptid und Peptidmimetika am Beispiel des Schlangengiftpeptids BPP_{5a} (1) und der peptimimetischen ACE-Hemmer Captopril (2) und Enalapril (3), die als Arzneistoffe benutzt werden. Die für die Wirkung verantwortliche Tripeptidsequenz von BPP_{5a} und die analogen Teilstrukturen von Captopril und Enalapril sind rot dargestellt. Die zur Erhöhung der Stabilität und Wirksamkeit eingefügten Bausteine wurden zusätzlich grün dargestellt.

Peptidmimetika, auch Peptidomimetika genannt, sind niedermolekulare organische Verbindungen, deren wesentliche strukturelle Elemente einem Peptid oder einem Protein nachempfunden sind. Sie besitzen oft ähnliche biologische Wirkungen wie ihre aus Aminosäuren aufgebauten Vorbilder. Im Vergleich zu Peptiden und Proteinen weisen Peptidmimetika in der Regel verbesserte pharmakokinetische Eigenschaften, wie eine bessere Aufnahme in den Körper (Resorption) und eine erhöhte Stabilität im Organismus, auf. Ebenso kann das pharmakodynamische Wirkprofil optimiert werden. Daher werden Peptidmimetika insbesondere als Arzneistoffe entwickelt und eingesetzt.

## Struktur
Peptidmimetika sind eine chemisch heterogene Gruppe niedermolekularer organischer Verbindungen. Trotz einer Vielzahl an Veränderungen ist meist eine mehr oder minder ausgeprägte strukturelle Ähnlichkeit zu Peptiden zu erkennen.
Modifikationen des Peptid-Rückgrates schließen insbesondere einen Austausch der peptidischen Amidgruppen gegen bioisostere Gruppen ein. Zu den einfachen Modifikationen des Peptid-Rückgrates zählen auch Alkylierungen des Amidstickstoffs. Zahlreiche Peptidmimetika beinhalten Zyklisierungen, die zum Zweck der Konformationseinschränkung und Stabilisierung der dreidimensionalen Struktur eingeführt wurden.

## Entwicklung
Für die Entwicklung von Peptidmimetika als potenzielle Arzneistoffe bietet sich das Vorgehen des rationalen Designs an. Der für die Wirkung verantwortliche Teil eines Peptids oder eines Proteins, dass Pharmakophor, kann beispielsweise mit Hilfe des Alanin-Scans, dem systematischen Austausch jeder einzelnen Aminosäure eines Peptids oder Proteins, identifiziert werden. High-Throughput-Screening einer Peptidbibliothek kann der Findung kleinster pharmakologisch aktiver Peptidfragmente dienen. Auch mit Hilfe der Röntgenstrukturanalyse oder Kernspinresonanzspektroskopie Proteinstrukturdaten und einer bio- und chemoinformatischen Analyse kann ein Pharmakophor als Ausgangspunkt für die Entwicklung von Peptidmimetika gefunden werden.
Die zentralen Veränderungen bei der Entwicklung von Peptidmimetika, ausgehend von einer Peptidsequenz, sind Modifikationen des Peptid-Rückgrates, beispielsweise bei β-Peptiden. Hauptziel dieser Modifikationen ist die Stabilisierung gegen einen Abbau durch Peptidasen. Eine Voraussetzung für eine solche Modifikation ist, dass die peptidische Amidgruppe nicht an einer Interaktion mit dem Zielprotein beteiligt und somit nicht für die Wirkung essenziell ist.
Häufig wird mit Hilfe einer Zyklisierung versucht, die Konformation des Moleküls einzuschränken. Auf diese Weise kann das Peptidmimetikum in einer Konformation fixiert werden, die für eine Interaktion mit dem Zielmolekül optimal ist.

## Verwendung
Peptidmimetika finden in der Pharmakologie als Liganden von Rezeptoren für Peptide und Proteine und als Substratanaloga für Peptidasen Anwendung. Als Rezeptorliganden können sie diese aktivieren (Agonist) oder hemmen (Antagonist). Ein bekannter peptidomimetischer Rezeptorligand ist das Morphin des Schlafmohns, das ein Analogon der Peptidsequenz der körpereigenen Endorphine ist und Opioid-Rezeptoren aktiviert. Als spaltungsresistente Analoga von Enzymsubstraten werden Peptidomimetika als Enzyminhibitoren eingesetzt.
| Peptidmimetikum                            | Analoges Peptid oder Protein | Strukturanaloge Peptidsequenz | Zielprotein                       | Verwendung                                                       |
| ------------------------------------------ | ---------------------------- | ----------------------------- | --------------------------------- | ---------------------------------------------------------------- |
| ACE-Hemmer (z. B. Captopril)               | BPP5a                        | DKWAP                         | Angiotensin-konvertierendes Enzym | Therapie des Bluthochdrucks und der chronischen Herzinsuffizienz |
| HIV-Proteaseinhibitoren (z. B. Saquinavir) | gag-pol-Genprodukte          | LNFP                          | HIV-Protease                      | Behandlung von HIV-Infektionen                                   |
| Opioide (z. B. Fentanyl)                   | Endorphine                   | YGGF                          | Opioid-Rezeptoren                 | Behandlung mittelstarker und starker Schmerzen                   |
| Renininhibitoren (z. B. Zankiren)          | Angiotensinogen              | PFHLV                         | Renin                             | Behandlung des Bluthochdrucks                                    |
| Thrombininhibitoren (z. B. Ximelagatran)   | Fibrinogen                   | GVRGPR                        | Thrombin                          | Blutgerinnungshemmer                                             |